# Maksymilian Szwed
Maksymilian Szwed (ur. 6 sierpnia 2004 w Łodzi) – polski sprinter. Został mistrzem Polski na dystansie 400 metrów w 2024 roku. 

## Kariera
Jest zawodnikiem AZS Łódź. Był brązowym medalistą na dystansie 400 metrów podczas Mistrzostw Europy U20 w 2023 roku w Jerozolimie.
Wystąpił jako członek polskiej sztafety mieszanej 4 × 400m podczas Światowych Sztafet w Nassau, Bahamy, co kwalifikowało drużynę do Igrzysk Olimpijskich w Paryżu.
W czerwcu 2024 roku wystąpił na Mistrzostwach Europy w Lekkoatletyce w Rzymie zarówno w mieszanej sztafecie 4 × 400 metrów, jak i w męskiej sztafecie 4 × 400 metrów. W 2024 został mistrzem Polski seniorów na 400 metrów z czasem 45,25 sekundy, bijąc 20-letni rekord Polski do lat 23, należący do Marka Plawgo. Na igrzyskach olimpijskich w Paryżu (2024) wystąpił w mieszanej sztafecie 4 × 400 m (7. miejsce) i męskiej sztafecie 4 × 400 metrów (odpadła w półfinale).